# 조석 이론
조석이론(潮汐理論)은 행성에 보이는 조석을 예측하는 이론이다.

## 개요
태평양에서는 경도선에 거의 평행한 만(간)조가 동에서 서로 진행한다. 그러나 실제로는 마찰 등으로 인해 반드시 경도선에 평행하여 진행하지는 않는다. 달에 의한 1일 2회 조석 성분으로, 만조가 된 점을 이은 선을 동시조선도(潮線圖)라 한다.  대조(大潮)·소조(小潮)에서 흥미 있는 현상은 대조가 태양-지구-달과 일직선이 되는 만월시, 태양-달-지구가 일직선이 되는 신월시에 이론대로는 일어나지 않고 1-3주야 늦게 일어나는 일이 있다. 소조도 달이 상하현이 될 때부터 1-3주야 늦게 일어난다. 북반구에서 가장 더운 날은 하지에서 한 달 후쯤인데, 이는 지표면이나 대기가 열용량을 갖기 때문이다. 열학의 열용량에 역학 세계에 적용되는 것은 물체의 관성이다. 바닷물의 관성이 이러한 지체의 원인이 되고 있다. 또한 특히 얕은 바다에서는 바닷물의 관성이나 마찰 때문에 달이 뜨고 나서 몇 시간 후에 만조가 되는 것을 알 수 있다.

## 역사

### 케플러
1609년 요하네스 케플러는 고대의 관찰과 상호관계에 관한 자신의 논거에 기반하여 달의 중력이 조석을 일으킨다는 것을 제안하였다.

### 갈릴레오
1616년, 갈릴레오 갈릴레이는 "조석에 관한 담론"(Discourse on the Tides)을 썼다.

## 조석의 예측
조석에 의한 해면의 상하 운동을 관측할 때는 검조의(檢潮儀)를 이용한다. 해안에 우물을 파서 해면과 우물 수면의 상하를 일치시키고, 그것을 시계 장치로 돌리는 종이 위에 기록한다. 이렇게 얻은 곡선을 조후(潮候) 곡선이라 한다. 인천항은 1일 2회의 만조(간조)의 높이가 일정하지 않다. 이러한 상태를 일조 부등이라 하며, 그 원인 중 가장 중요한 것은 다음과 같다. 즉 달은 보통 지구 적도면의 연장선상에 위치하지 않는다. 그 결과 달이 지구의 북위 36-37°부근을 지구가 자전하는 대로 쫓아가면 약 하루 사이에 큰 만조 1회와 작은 만조 1회가 부딪친다는 것을 알 수 있다.    일조 부등은 1일 1회 조석과 1일 1회 조석(주기가 2배)의 정현(正弦) 함수를 곱한 값으로 나타낼 수 있다. 또 태양에 의한 1일 2회 조석(주기가 12시간), 마찬가지로 태양에 의한 1일 1회 조석 등은 진폭이나 주기가 달에 의한 조석과는 다르다. 이 밖에도 여러 가지 역학적 요인이 있다. 그러나 어떤 항구의 조수 간만은 경험적으로 몇 개의 주기를 갖는 조석이 복합적으로 존재하기 때문에 충분히 표현할 수 있다. 표현을 미래로 연장하면 그 항구에서의 조석 예보가 가능해지며, 이미 우리 일상생활에 침투하고 있다.

## 같이 보기
- 달의 교점